# E38

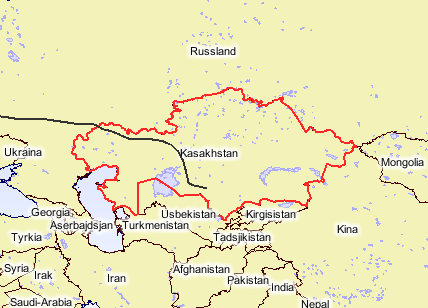
Europaväg 38:s sträckning

E38 eller Europaväg 38 är en europaväg som börjar i Hluchiv i Ukraina och slutar i Qyzylorda i Kazakstan. Den passerar Ryssland, och är ungefär 2 200 kilometer lång.

## Sträckning
Hluchiv - (gräns Ukraina-Ryssland) - Kursk - Voronezj - Saratov - (gräns Ryssland-Kazakstan) - Oral - Aqtöbe - Karabutak - Aral - Novokazalinsk - Qyzylorda

## Anslutningar

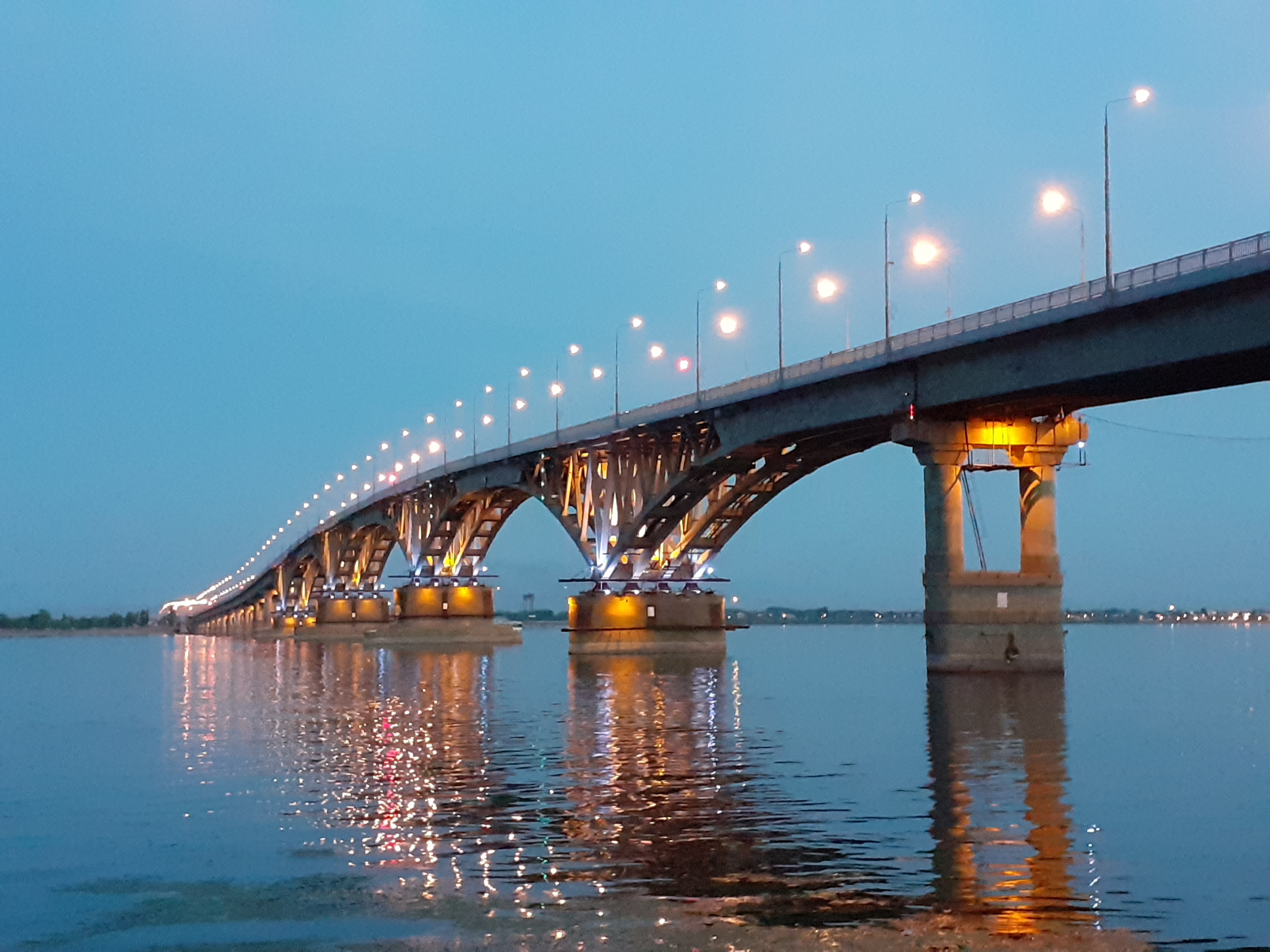
Bron över Volga vid Saratov

| - E101 - E391 - E105 |  | - E115 - E119 - E121 |  | - E123 - E004 |